# Berea College
A Berea College é uma faculdade particular de artes liberais em Berea, Kentucky. Fundada em 1855, a Berea College foi a primeira faculdade da região sul dos Estados Unidos a ser mista e com integração racial. Ela foi integrada desde 1866 até 1904 e novamente após 1954.
A faculdade oferece um subsídio para trabalho e estudo que cobre o restante das taxas de ensino depois de subtrair a soma total que o aluno recebeu do subsídio Pell Grant, outros subsídios e bolsas de estudo. A principal região de atendimento da faculdade é o sul dos Apalaches, mas os alunos vêm de mais de 40 estados dos Estados Unidos e 70 outros países. Aproximadamente um em cada três alunos se identifica como negro.
A Berea College oferece cursos de bacharelado em 33 áreas. Ela incorpora um programa obrigatório de trabalho e estudo que exige que os alunos se envolvam em um mínimo de 10 horas por semana de trabalho para a faculdade.

## História
Fundada em 1855 pelo abolicionista e graduado pela Augusta College, John Gregg Fee (1816-1901), a Berea College admitia alunos brancos e negros em um currículo totalmente integrado, o que a tornou a primeira faculdade mista e não segregada do Sul e uma das poucas instituições de ensino superior a admitir alunos do sexo masculino e feminino em meados do século XIX. A faculdade começou como uma escola de uma única sala que também servia como igreja aos domingos, em um terreno que foi concedido a Fee pelo político e abolicionista Cassius Marcellus Clay. Fee batizou a nova comunidade com o nome bíblico de Berea. Embora os primeiros artigos de incorporação da escola tenham sido adotados em 1859, o fundador John Gregg Fee e os professores foram forçados a deixar a área por partidários pró-escravidão naquele mesmo ano.
Fee passou os anos da Guerra Civil Americana arrecadando fundos para a escola, tentando sustentar sua família em Cincinnati, Ohio, e trabalhando em Camp Nelson. Depois disso, retornou para continuar seu trabalho em Berea. Passou quase 18 meses trabalhando principalmente em Camp Nelson, onde ajudou a fornecer instalações para os libertos e suas famílias, além de ensinar e pregar. Ele ajudou a obter fundos para a construção de barracas, um hospital, uma escola e uma igreja.

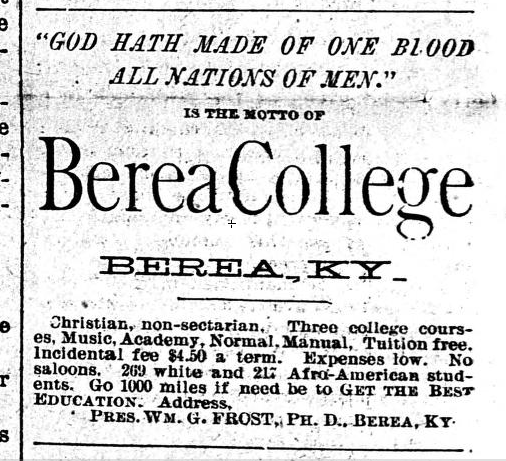
Um anúncio da Berea College de 1900, publicado em um jornal afro-americano de Minnesota.

Em 1866, o primeiro ano completo de Berea após a guerra, a escola tinha 187 alunos, 96 negros e 91 brancos. A escola começou com aulas preparatórias para deixar os alunos prontos para estudos avançados em nível universitário. Em 1869, os primeiros alunos da faculdade foram aceitos, e os primeiros diplomas de bacharelado foram concedidos em 1873. Quase todas as faculdades particulares e estaduais do Sul apresentavam segregação racial. Berea foi a principal exceção até que uma nova lei estadual (Day Law) em 1904 forçou a segregação. A faculdade contestou a lei no tribunal estadual e apelou para a Suprema Corte dos EUA no caso Berea College v. Kentucky. Quando a contestação não foi bem-sucedida, a faculdade teve de se tornar uma escola exclusivamente para brancos, mas levantou fundos para estabelecer o Lincoln Institute em 1912 em Simpsonville, Kentucky, para educar alunos negros. Em 1950, quando a Day Law foi alterada para permitir a integração de escolas em nível universitário, Berea retomou prontamente suas políticas de integração.
Em 1911, a faculdade restringiu a alimentação dos alunos às instalações de propriedade da faculdade. Um empresário local entrou com uma ação, mas o Tribunal de Apelações de Kentucky manteve a decisão de um tribunal inferior de que a restrição da faculdade era legal. O caso foi Gott v. Berea College.
Em 1925, o famoso publicitário Bruce Barton, um futuro congressista, enviou uma carta a 24 homens ricos dos Estados Unidos para arrecadar fundos para a faculdade. Cada carta foi devolvida com uma doação mínima de US$ 1.000. Durante a Segunda Guerra Mundial, Berea foi uma das 131 faculdades do país que participaram do Programa de Treinamento V-12 da Faculdade da Marinha, que oferecia aos alunos um caminho para uma comissão da marinha.
Até a década de 1960, Berea oferecia educação pré-universitária, além do currículo de nível universitário. Em 1968, as escolas de ensino fundamental e médio foram descontinuadas em favor do foco no ensino universitário de graduação.

### Presidentes
|    | Nome                   | Anos como presidente |
| -- | ---------------------- | -------------------- |
| 1  | Edward Henry Fairchild | (1869–1889)          |
| 2  | William Boyd Stewart   | (1890–1892)          |
| 3  | William Goodell Frost  | (1892–1920)          |
| 4  | William J. Hutchins    | (1920–1939)          |
| 5  | Francis S. Hutchins    | (1939–1967)          |
| 6  | Willis D. Weatherford  | (1967–1984)          |
| 7  | John B. Stephenson     | (1984–1994)          |
| 8  | Larry Shinn            | (1994–2012)          |
| 9  | Lyle D. Roelofs        | (2012–2023)          |
| 10 | Cheryl L. Nixon        | (2023–Presente)      |

Fonte:

## Parte acadêmica

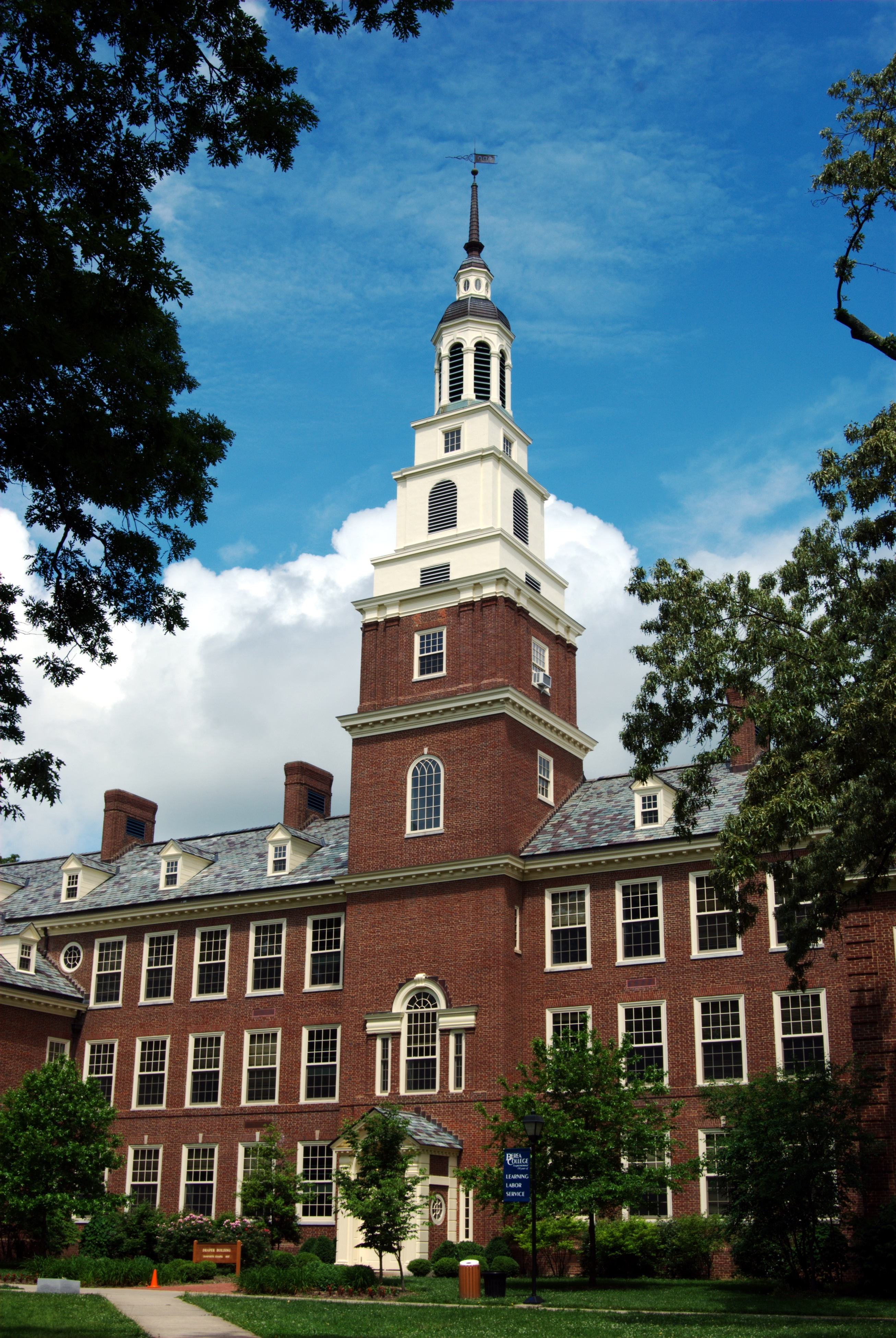
Edifício Draper

A Berea College oferece 33 cursos de graduação e 39 cursos de especialização entre os quais seus 1.600 alunos podem escolher. Os alunos que desejam se dedicar a um campo de estudo que não pode ser alcançado por meio de uma especialização estabelecida pela faculdade têm a opção de enviar uma proposta de especialização independente, desde que atendam aos critérios da definição de especialização do catálogo da faculdade. O aluno deve ter orientadores de especialização independentes (primários e secundários). Suas áreas de habilitação principal mais populares, com base nos formandos de 2021, foram:
- Administração e Gestão de Negócios (30)

- Ciências da Computação e Informação (28)

- Biologia/Ciências Biológicas (21)

- Psicologia (20)

- Desenvolvimento Humano e Estudos da Família (19)

- Comunicação de Massa/Estudos de Mídia (16)

- Engenharia de Tecnologia (14)

- Ciências Políticas (14)

Para garantir que todos os alunos tenham acesso à experiência completa de uma educação em artes liberais, a faculdade fornece financiamento significativo para ajudar os alunos a estudar no exterior. Os alunos da Berea também podem se qualificar para ganhar a Bolsa Thomas J. Watson, que fornece financiamento para um ano de estudo no exterior após a formatura. Assim como muitas faculdades particulares, a Berea College não matricula alunos com base em horas semestrais. Ela usa um sistema de créditos, que tem as seguintes equivalências:
- Uma matéria de 0,25 crédito equivale a 1 hora semestral.

- Uma matéria de 0,50 crédito equivale a 2 horas semestrais.

- Uma matéria de 0,75 crédito é equivalente a 3 horas semestrais.

- Uma matéria de 1,00 crédito é equivalente a 4 horas semestrais.[19]

Todos os alunos devem frequentar a faculdade em tempo integral, o que corresponde a 3,00 créditos de matérias ou 12 horas semestrais. Os alunos devem estar matriculados em pelo menos 4,00 créditos de matérias para serem considerados para a Dean's List. A matrícula em 4,75 ou mais créditos requer a aprovação do orientador acadêmico e um GPA cumulativo mínimo de 3,30. Há também oportunidades opcionais de estudo no verão. Os alunos podem cursar entre 1 e 2,25 créditos durante o verão. 1 crédito da Berea College é equivalente a quatro horas semestrais (6 horas trimestrais). A matrícula em tempo parcial não é permitida, exceto durante o período de verão. É necessário um GPA cumulativo de 2,0 em todas as áreas para se formar com um diploma de bacharelado.
Os alunos devem participar de pelo menos 7 eventos de convocação a cada semestre e receber crédito acadêmico. As convocações são projetadas como um complemento ao currículo, incentivando a experiência educacional e o enriquecimento cultural. Os tópicos variam entre os campos acadêmicos e incluem palestras, simpósios, concertos e artes cênicas. Esses eventos são gratuitos para os alunos e abertos ao público.

### Rankings e resultados
Em 2021, a revista Washington Monthly classificou a Berea College em 13º lugar nos EUA entre as faculdades de artes liberais com base em sua contribuição para o bem público, medida pela mobilidade social, pesquisa e promoção do serviço público. O ranking anual de 2022 do U.S. News & World Report classifica a Berea College como 'mais seletiva' e a classifica em 30º lugar no geral, 1º lugar em "Aprendizagem de serviços", 2º lugar em "Escolas mais inovadoras", empatada em 13º lugar em "Melhor ensino de graduação" e empatada em 6º lugar em "Melhores desempenhos em mobilidade social" entre as faculdades de artes liberais dos EUA. A revista Kiplinger's Personal Finance coloca a Berea em 35º lugar em seu ranking de 2019 das 149 faculdades de artes liberais de melhor valor nos Estados Unidos.
De acordo com os dados de 2022 da College Scorecard, os formandos da Berea College recebem um salário médio de US$ 40.000 dez anos após sua entrada na instituição. Os formandos em matemática recebem cerca de US$ 18.000, biologia US$ 29.000, psicologia US$ 35.000 e enfermagem US$ 57.000. 51% dos formandos da Berea College recebem um salário mais alto do que um típico formando do ensino médio da área correspondente.

### Bolsas de estudo e programas de trabalho
A Berea College oferece a todos os alunos bolsas de estudo integrais e muitos também recebem apoio para hospedagem e alimentação. A faculdade não cobra nenhuma taxa de matrícula além do valor total que o aluno recebe com o subsídio Pell Grant e outros subsídios e bolsas de estudo. Todo aluno admitido na Berea College recebe o equivalente a uma bolsa de estudos integral de quatro anos que cobre o restante das mensalidades após a dedução de quaisquer subsídios e bolsas de estudos que o aluno possa ter recebido. A admissão na faculdade é concedida somente aos alunos que precisam de assistência financeira (conforme determinado pela FAFSA); em geral, as inscrições são aceitas somente para aqueles cuja renda familiar esteja entre os 40% mais baixos das famílias dos EUA. Cerca de 75% dos alunos que ingressam na faculdade são provenientes da região dos Apalaches do Sul e de algumas áreas adjacentes, e cerca de 8% são alunos estrangeiros. Em geral, não é admitido mais de um aluno de um determinado país em um único ano (com exceção de países em dificuldades, como a Libéria). Essa política garante que 70 ou mais nacionalidades estejam representadas no corpo discente da faculdade. Todos os alunos internacionais são admitidos com bolsas de estudo integrais, com a mesma consideração de necessidade financeira que os alunos dos EUA.
Para apoiar seu amplo programa de bolsas de estudo, a Berea College tem uma das maiores reservas financeiras de qualquer faculdade americana, quando avaliada por aluno. O fundo patrimonial era de US$ 1,6 bilhão em 30 de junho de 2021. A base das finanças da Berea College depende de contribuições substanciais de ex-alunos e de indivíduos, fundações e corporações que apoiam a missão da faculdade. Uma sólida estratégia de investimento aumentou o fundo patrimonial de US$ 150 milhões (~$ 361 milhões em 2023) em 1985 para o valor atual.
Em 2017, a lei conhecida como Tax Cuts and Jobs Act promulgou um imposto de consumo de 1,4% sobre a renda do fundo patrimonial que exceder os ativos líquidos de pelo menos US$ 500.000 por aluno. Devido ao tamanho do fundo patrimonial de Berea e ao número de alunos matriculados em tempo integral, esse projeto de lei fiscal teria reduzido o número de alunos que a instituição poderia atender. A Bipartisan Budget Act of 2018 concedeu uma isenção para faculdades e universidades com menos de 500 alunos que pagam mensalidades, tornando a Berea College isenta, pois oferece educação gratuita a todos os alunos.
Como uma faculdade de trabalho e estudo, a Berea College tem um programa de trabalho estudantil no qual todos os alunos trabalham no campus 10 ou mais horas por semana. Berea é uma das nove faculdades de trabalho e estudo reconhecidas pelo governo federal nos Estados Unidos e uma das duas no Kentucky (a outra é a Alice Lloyd College) a ter programas obrigatórios de trabalho e estudo. As oportunidades de emprego vão desde o atendimento de mesas no Boone Tavern Hotel, um empreendimento histórico de propriedade da faculdade, até a condução de passeios pelo campus para visitantes e alunos em potencial, ou a fabricação de vassouras, cerâmicas e artigos de tecido. Outras funções incluem trabalho de zeladoria, administração de prédios, assistente residente, assistente de ensino, serviço de alimentação, jardinagem e manutenção de terrenos, tecnologia da informação, marcenaria e secretariado. A faculdade ajudou a tornar a cidade um centro de artes e artesanato de qualidade.
A partir de 2022, os alunos recebem da faculdade um salário por hora que varia de US$ 5,60 a US$ 8,60, com base no nível WLS ("Work, Learning, Service") associado a cargos de trabalho individuais. A faculdade aumenta o salário dos alunos anualmente, mas nunca foi equivalente ao salário mínimo federal na história da escola. Devido às exigências acadêmicas e laborais dentro da faculdade, os alunos não podem trabalhar em empregos fora do campus.

### Identidade cristã
A Berea College foi fundada por cristãos protestantes. Ela mantém uma identidade cristã separada de qualquer denominação específica. O lema da faculdade, "Deus fez de um só sangue todos os povos da terra", foi extraído de Atos 17:26. Uma matéria de Estudos Gerais é voltada para a fé cristã, pois todos os alunos devem cursar uma disciplina de Compreensão do Cristianismo. Em um esforço para ser sensível às diversas preferências e experiências dos alunos e do corpo docente, esses cursos são projetados para serem ministrados com respeito à jornada espiritual única de cada indivíduo, independentemente de sua identificação religiosa.

### Coleções da biblioteca
A Biblioteca Hutchins mantém uma extensa coleção de livros, arquivos e músicas relacionados à história e à cultura da região dos Apalaches do Sul. Os Arquivos dos Apalaches do Sul contêm registros organizacionais, documentos pessoais, histórias orais e fotografias. Estão incluídos os documentos do onselho das Montanhas do Sul (1912-1989) e dos Voluntários dos Apalaches (1963-1970).

## Vida do estudante
Desde 2002, todos os alunos recebem laptops que levam consigo quando se formam. Os alunos não são obrigados a pagar pelos computadores, embora paguem uma pequena taxa para apoiar a infraestrutura tecnológica. Os alunos devem ter uma permissão especial para ter um carro no campus. Essas permissões raramente são concedidas a alunos do primeiro ou segundo ano.
Desde 1875, a Berea College comemora o Dia da Montanha, um feriado reservado para desfrutar do convívio com a natureza. Os alunos aproveitam uma caminhada ao nascer do sol até o topo da Montanha Pinnacle e participam de jogos, apresentações, comida e outras festividades. Outro feriado exclusivo da Berea College é o Dia do Trabalho, em que o campus faz uma pausa nas aulas para reconhecer e celebrar o valor do trabalho dos alunos. Criado em 1921, o evento se expandiu para ajudar os alunos a encontrar vagas de trabalho para o ano acadêmico seguinte e os futuros formandos a se prepararem para a vida após a faculdade.

## Esportes

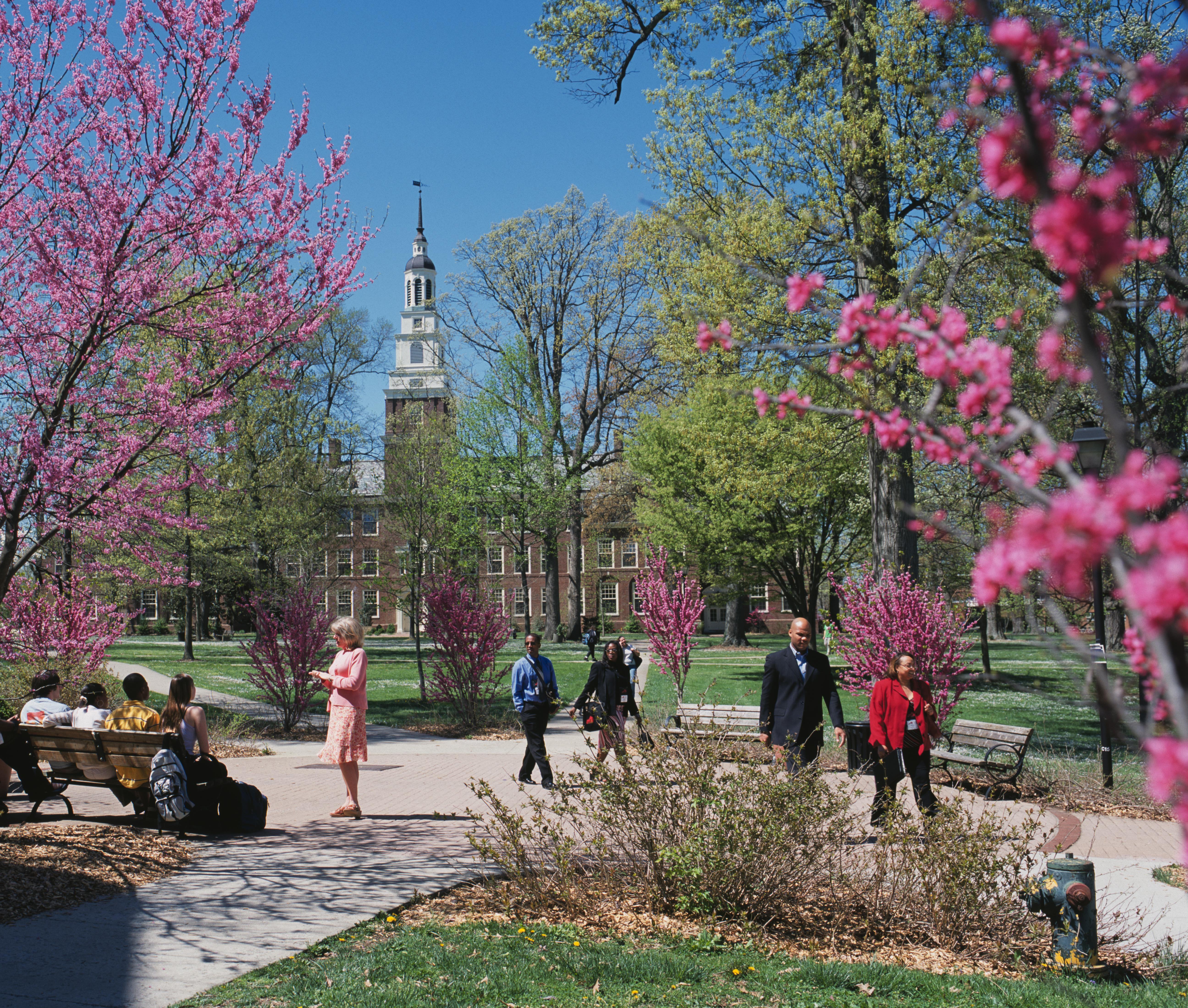
Área da faculdade

As equipes esportivas da faculdade são chamadas de Mountaineers (Montanhistas). A faculdade pertence ao nível da Divisão III da National Collegiate Athletic Association (NCAA), competindo principalmente na Collegiate Conference of the South (CCS) a partir do ano acadêmico de 2022-23. Eles também eram membros da United States Collegiate Athletic Association (USCAA). Anteriormente, os Mountaineers competiram na USA South Athletic Conference (USA South) de 2017-18 a 2021-22; como uma faculdade independente da NCAA Divisão III de 2014-15 a 2016-17; e na Kentucky Intercollegiate Athletic Conference (KIAC), atualmente conhecida como River States Conference (RSC), da National Association of Intercollegiate Athletics (NAIA) de 1916-17 a 2013-14.
A Berea compete em 14 esportes universitários: Os esportes masculinos incluem beisebol, basquete, cross country, golfe, futebol, tênis e atletismo; enquanto os esportes femininos incluem basquete, cross country, futebol, softball, tênis, atletismo e vôlei.

### Mudança para a Divisão III da NCAA
Em 20 de fevereiro de 2012, a NCAA anunciou que havia concedido permissão a Berea College para iniciar um período de um ano explorando a participação em seu programa atlético sem bolsa de estudos da Divisão III.
Em 4 de maio de 2016, a USA South anunciou que Berea entraria para a liga a partir do ano letivo de 2017-18.

### Ingresso na CCS
A USA South anunciou em fevereiro de 2022 que se dividiria em duas ligas em julho, com 8 de seus 19 membros, incluindo Berea, estabelecendo a nova conferência chamada de Collegiate Conference of the South.

### Basquete masculino
Em 4 de fevereiro de 1954, Irvine Shanks estava na escalação de Berea contra Ohio Wilmington, quebrando a barreira da cor no basquete universitário em Kentucky.

## Ex-alunos e corpo docente notáveis
- Daniel S. Bentley (1850-1916) - Pastor americano, escritor, fundador de jornal.[9]

- John "Bam" Carney - Educador; membro da Câmara dos Deputados do Kentucky por Campbellsville.

- Dean W. Colvard - Ex-presidente da Mississippi State University, notável por seu papel na participação do time de basquete da universidade no Torneio da NCAA.

- John Courter - Educador; compositor, organista e carrilhonista americano, considerado um dos principais compositores contemporâneos para carrilhão.

- John Fenn - Ganhador do Prêmio Nobel de Química de 2002.[45][46]

- Finley Hamilton - Representante do Kentucky na Câmara dos Representantes dos Estados Unidos.[47]

- Alix E. Harrow - Escritora de ficção científica e vencedor de um Prêmio Hugo em 2019.

- bell hooks (Gloria Jean Watkins) - Professora em Estudos dos Apalaches, autora de mais de trinta livros.[48]

- Julia Britton Hooks - Segunda mulher afro-americana nos Estados Unidos a se formar na faculdade e avó paterna de Benjamin Hooks.

- Silas House - Presidente do NEH em Estudos dos Apalaches, autor e ativista.[49]

- George Samuel Hurst - Físico da área de saúde e professor de física na Universidade de Kentucky.[50]

- Juanita M. Kreps - Secretária de Comércio dos EUA no governo do presidente Jimmy Carter.

- C.E. Morgan - Autor de All the Living[51] e The Sport of Kings.[52]

- Tharon Musser - Designer de iluminação ganhadora do Prêmio Tony, conhecida especialmente por seu trabalho em A Chorus Line.

- Rude Osolnik (1915-2001) - Entalhador de madeira, educador.[53][54]

- Willie Parker - Ativista em favor do aborto e dos direitos reprodutivos.[55]

- K.C. Potter - Administrador acadêmico e ativista dos direitos LGBT.

- Jeffrey Reddick - Roteirista americano, mais conhecido por criar a série Final Destination.[56]

- Jack Roush - Fundador, CEO e proprietário da Roush Fenway Racing, uma equipe da NASCAR.

- Green Pinckney Russell (1861-1939) - Administrador escolar americano, presidente de faculdade e professor.[57]

- Tijan Sallah - Poeta gambiano, escritor de contos, biógrafo e economista do Banco Mundial.

- Helen Maynor Scheirbeck - Diretora Assistente de Programas Públicos do Museu Nacional do Indígena Americano do Instituto Smithsonian.

- Chasteen C. Stumm (1848-1895) - Pastor, jornalista, editor, professor; frequentou Berea College, mas não se formou.[58]

- Djuan Trent - Miss Kentucky 2010.

- Horace M. Trent - Físico americano.[59]

- Rocky Tuan - Vice-chanceler da Universidade Chinesa de Hong Kong.

- C. C. Vaughn - Educador e pastor do Kentucky.

- Muse Watson - Ator americano.[60]

- Billy Edd Wheeler - Compositor, músico e escritor.

- Carter G. Woodson - Historiador afro-americano, autor, jornalista e cofundador do Mês da História Negra.